# Ивица Боцевски
Ивица Боцевски (на македонска литературна норма: Ивица Боцевски) е политик от Северна Македония, юрист по професия.

## Биография
Боцевски е роден на 15 юни 1977 в Скопие. Женен е, има дъщеря Йована.

### Образование
Боцевски е завършил Юридическия факултет на Скопския университет през 1999 г. От 2002 до 2004 г. продължава образованието си със следдипломана специализация в САЩ в Питсбъргския университет (щата Пенсилвания) в областта на публичните и международни работи, по програмата „Рон Браун“ на американския Държавен департамент за подготовка на млади професионалисти от Югоизточна Европа.
Говори английски и немски език. Има публикувни научни статии в местни и международни научни списания, за известно време е и колумнист в „Утрински вестник“.

### Професионален път
Работил е в Правителството на Северна Македония и Министерството на външните работи на Република Македония. Говорител е на първото правителство на Никола Груевски от март 2007 г. Във второто правителство на Никола Груевски от юли 2008 е избран за вицепремиер, отговорен за евроинтеграцията.
Той е сред основателите и пръв изпълнителен директор на Института за демокрация в Скопие.
На 30 юни 2009 г. Боцевски, ползващ се с широка подкрепа, изненадващо подава оставка, тя е приета и на 10 юли Събранието гласува смяната му с Васко Наумовски.
От май 2016 г. е посланик на Република Македония в Бразилия. Преди това е съветник на президента Георге Иванов.